# Notti mondiali
Notti mondiali è stato un programma televisivo italiano che si occupa di calcio, andato in onda su Rai 1 dal 2002 al 2022 ogni quattro anni, in occasione del Campionato mondiale di calcio, cambiando titolo a seconda della manifestazione e andando in onda in tarda serata, dalle 23:10 all'una di notte, dopo una breve edizione del TG1, nel periodo, di circa un mese, durante il quale si svolge la competizione seguita dallo show. Nel 2018, il programma non è stato trasmesso a causa del passaggio delle partite alla Mediaset, nonché della mancata qualificazione della nazionale azzurra.

## Edizioni

### Prima edizione (Notti mondiali, 2002)
- Evento seguito: Campionato Mondiale di calcio 2002
- Conduttori: Gian Piero Galeazzi, Marco Mazzocchi e Luisa Corna
- Rete: Rai 1

### Seconda edizione (Notti mondiali, 2006)
- Evento seguito: Campionato Mondiale di calcio 2006
- Conduttori: Marco Mazzocchi e Licia Nunez
- Inviati: Gianfranco Bianco, Fabrizio Failla, Vittorio Zucconi, Sandro Mazzola e Gian Piero Galeazzi
- Opinionisti: Beppe Signori, Fulvio Collovati, Giuseppe Dossena, Daniele Tombolini e Alba Parietti
- Regia: Massimiliano Mazzon
- Rete: Rai 1
- Note: il programma va in onda in diretta da Monaco di Baviera

### Terza edizione (Notti mondiali, 2010)
- Evento seguito: Campionato Mondiale di calcio 2010
- Conduttori a Johannesburg: Iacopo Volpi e Simona Rolandi con Sandro Mazzola, Fulvio Collovati, Daniele Tombolini, Ubaldo Righetti, Ivan Zazzaroni, Marino Bartoletti e Giuseppe Dossena
- Conduttori a Roma: Paola Ferrari con Boniek, Walter Novellino, Laura Barriales e Bruno Giordano, con la partecipazione di Maurizio Costanzo e Gian Piero Galeazzi[1]
- Inviati: Enrico Varriale e Demetrio Albertini
- Rete: Rai 1

### Quarta edizione (Notti mondiali, 2014)
- Evento seguito: Campionato Mondiale di calcio 2014
- Conduttori: Andrea Fusco e Simona Rolandi con la partecipazione di Marco Tardelli
- Inviati: Iacopo Volpi e Marco Mazzocchi
- Rete: Rai 1
- Note: gemellata a questa trasmissione, nella fascia dell'access prime time di Rai 2 Paola Ferrari e Marco Civoli condussero Diario Mondiale[2]

## Spin-off

### Notti europee
Notti europee è un programma televisivo italiano di genere sportivo in onda ogni quattro anni in seconda serata. Dal 2004 al 2012 è stato trasmesso su Rai 2 e dal 2016 su Rai 1, sempre in occasione del campionato europeo maschile di calcio.